# Broze
Broze – miejscowość i gmina we Francji, w regionie Oksytania, w departamencie Tarn.
Według danych na rok 1990 gminę zamieszkiwało 85 osób, a gęstość zaludnienia wynosiła 21 osób/km² (wśród 3020 gmin regionu Midi-Pireneje Broze plasuje się na 978. miejscu pod względem liczby ludności, natomiast pod względem powierzchni na miejscu 1569.).